# Chloroclystis paralodes
Chloroclystis paralodes là một loài bướm đêm trong họ Geometridae.